# El ministro y yo
El ministro y yo és una pel·lícula mexicana de 1975 dirigida per Miguel M. Delgado. Ha estat doblada al català.
És protagonitzada per l'actor i còmic Mario Moreno i també l'última producció en la qual actua al costat del seu amic Ángel Garasa, que interpreta un octogenari que ha treballat tota la seva vida en el soterrani on es troben els arxius més antics de les oficines, anomenat per tots com "la ratera".

## Argument
Mateo Melgarejo és un notari i escribà de la població analfabeta de Santo Domingo, un barri al nord del Zócalo de Ciutat de Mèxic. Un amic li demana ajuda en la negociació amb l'Oficina del Cens de la terra per regularitzar un títol de propietat. Després d'una gran frustració amb la burocràcia governamental, escriu una carta al ministre del gabinet, on obté una audiència amb ell. El ministre contracta a Melgarejo per la reforma de l'oficina, i la persona designada procedeix a donar una conferència als funcionaris sobre els seus deures en una societat democràtica. Al final, li dona el càrrec, tornant a Santo Domingo per ajudar els seus habitants pobres.

## Repartiment
- Cantinflas: Mateo Melgarejo 'Mateíto'
- Chela Castro: Vicky
- Lucía Méndez: Bárbara
- Ángel Garasa: Avelino Romero 'Romeritos'
- Manolita Saval: Estrellita
- Delia Peña Orta: María
- Alonso Castaño: Don Nachito
- Miguel Manzano: Don Antonio, senyor ministre

## Crítica
La representació realista d'un ministre del gabinet simpàtic i el nomenament d'un improbable "plebeu" a una posició de poder no van agafar el públic. Aquesta és l'antepenúltima pel·lícula que va fer Mario Moreno.